# Lacuna de empatia de gênero
A lacuna de empatia de gênero, às vezes denominada viés de empatia de gênero, é uma distorção ou diferença na Empatia (a capacidade de reconhecer, compreender e partilhar os pensamentos e sentimentos de outra pessoa) associada ao gênero, ocorrendo em situações em que se esperaria que essa empatia fosse uniforme. As lacunas de empatia podem ocorrer devido a uma falha no processo de sentir empatia com base no gênero, seja da pessoa que deveria empatizar, seja da pessoa que necessita dessa empatia, ou como consequência de características de personalidade estáveis, e podem refletir tanto falta de habilidade quanto falta de motivação para empatizar. Diversos estudos mostram que, em média, as mulheres apresentam vantagem nas habilidades de precisão empática.

## Empatia em diferentes gêneros
Estudos têm constatado consistentemente que as mulheres apresentam níveis de empatia mais elevados do que os homens. Conforme alguns estudos, as mulheres podem ser capazes de reconhecer expressões faciais e emoções de forma mais precisa e rápida do que os homens, especialmente em gestos ou linguagem corporal neutra. Além disso, as mulheres podem reconhecer melhor emoções de raiva em homens do que os próprios homens, enquanto os homens tendem a reconhecer melhor emoções de felicidade em mulheres do que as próprias mulheres.
Pesquisas também identificaram uma lacuna de empatia de gênero em outros animais, como gorilas, ratos ou corvídeos, com as fêmeas demonstrando níveis de empatia mais elevados do que os machos.
Outra revisão sistemática sobre diferenças de empatia de gênero entre estudantes de medicina constatou que as alunas apresentam níveis de empatia superiores aos dos alunos. Este estudo sobressai por sua análise robusta, englobando trinta pesquisas com tamanhos de amostra e distribuições geográficas diversas, o que aumenta a confiabilidade dos resultados. Pesquisadores postulam que o desempenho feminino na tarefa de reconhecimento emocional é motivado pela disposição de se esforçar: ou seja, se as mulheres acreditam que é necessário obter uma pontuação de empatia mais alta, elas apresentam desempenho melhor; caso contrário, seu desempenho não difere do dos homens.
Também foi observado que, em média, as mulheres obtêm melhores resultados em testes de “teoria da mente”. Um estudo com mais de 300.000 participantes de 57 países constatou que as mulheres alcançaram pontuações superiores às dos homens no amplamente utilizado teste “Reading the Mind in the Eyes” (Lendo a Mente pelos Olhos), que mede a Teoria da mente (também denominada empatia cognitiva).
Desde o nascimento, recém-nascidos masculinos e femininos reagem de maneira distinta a estímulos emocionais. Experimentos indicam que as fêmeas têm maior probabilidade de chorar ao ouvirem outros chorando. Além disso, elas estabelecem mais contato visual com as pessoas do que os recém-nascidos do sexo masculino. Cientistas sugerem que essas reações das fêmeas podem lhes proporcionar mais oportunidades de sentir as emoções alheias, o que, ao longo dos anos, pode resultar em uma diferença suficiente para explicar parte da lacuna de pontuações de empatia entre homens e mulheres.

## Lacuna de empatia de gênero e sexismo

### Sexismo
Dois estudos analisaram as respostas a pesquisas sobre agressão sexual, concentrando-se especialmente em como o sexismo hostil prevê o ceticismo. No primeiro estudo, homens nos Estados Unidos foram avaliados quanto ao nível de sexismo e, em seguida, questionados sobre seu grau de ceticismo em relação a diferentes resumos de pesquisas. Verificou-se que o sexismo hostil está fortemente correlacionado ao descrédito das estatísticas sobre agressão sexual, mais do que em relação a outros temas, como câncer de mama ou abuso de álcool. O segundo estudo testou se a autoafirmação poderia atenuar esse ceticismo, mas constatou-se que não surtiu efeito. Isso sugere que estratégias educacionais mais aprofundadas podem ser necessárias para combater vieses que desconsideram pesquisas sobre agressão sexual devido a visões sexistas.
Outras pesquisas também mostram que tanto homens quanto mulheres, às vezes, podem exibir sexismo benevolente. Quando estereótipos negativos são mantidos com base no sexo ou gênero, isso é conhecido como sexismo hostil.
Estudos sugerem que o sexismo e os papéis de gênero influenciam os desfechos de saúde mental, pois os homens são desencorajados a demonstrar fraqueza, o que afeta seu comportamento de busca de cuidados de saúde enquanto lutam para se conformar a papéis de gênero que desencorajam a vulnerabilidade.